# Fruktkärnmjöl
Fruktkärnmjöl, även känt som E410, är en livsmedelstillsats som extraheras från johannesbrödträdets frön. Den används som ett förtjockningsmedel inom livsmedelstekniken. Den är löslig i varmt vatten. Fruktkärnmjölet är ett vitt till gulvitt pulver, och används i bland annat glass och lätt crème fraîche.